# 틀다발

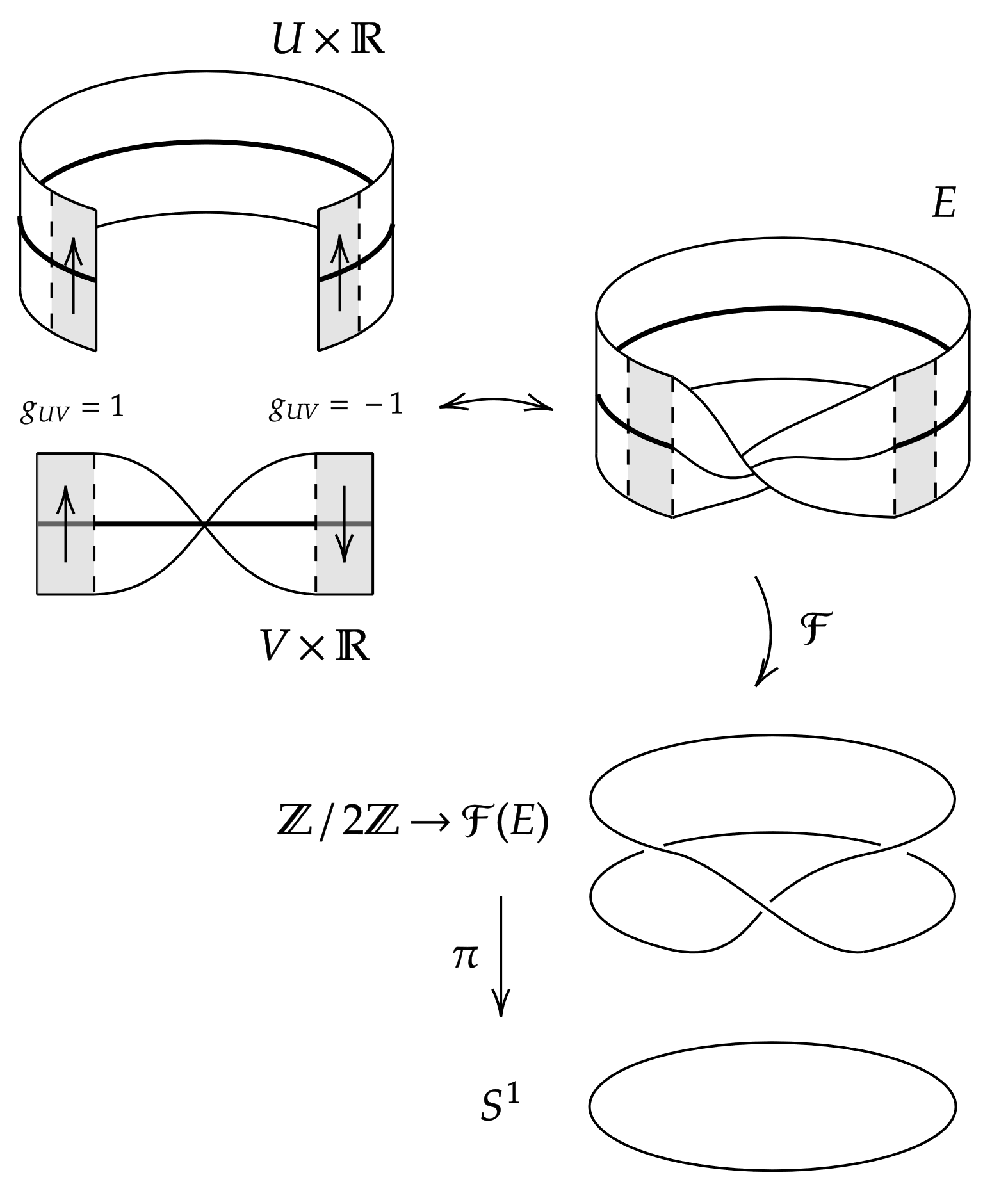

위상수학에서 틀다발(영어: frame bundle)은 임의의 벡터 다발에 대응되는, 일반 선형군을 올로 삼는 특별한 주다발이다.:§4.3, 121–131 벡터 다발의 틀다발은 원래 벡터 다발의 위상수학적 정보를 담고 있으며, 원래 벡터 다발은 틀다발의 연관 벡터 다발로서 재구성된다.

## 정의

### 틀
{\displaystyle n}차원 실수 벡터 공간 {\displaystyle V} 위의 {\displaystyle k}차 틀(영어: frame)은 다음 조건을 만족시키는 미분 동형 사상
{\displaystyle f\colon \mathbb {R} ^{n}\to V}
{\displaystyle f\colon 0\mapsto 0}
의 {\displaystyle k}차 제트 {\displaystyle \mathrm {j} _{0}^{k}}이다. (그러나 {\displaystyle f}가 선형 변환일 필요는 없다.) 이제, {\displaystyle k}차 틀들의 집합을 {\displaystyle \operatorname {Frame} _{k}(V)}라고 표기하자. 그 위에는 {\displaystyle k}차 제트 군 {\displaystyle \operatorname {Frame} _{k}(\mathbb {R} ^{k})=\operatorname {Jet} (n,k)}의 자연스러운 오른쪽 작용이 존재한다.
{\displaystyle (\mathrm {j} _{0}^{k}f)\cdot (\mathrm {j} _{0}^{k}g)=\mathrm {j} _{0}^{k}(f\circ g)\qquad \forall \mathrm {j} _{0}^{k}f\in \operatorname {Frame} _{k}(V),\;\mathrm {j} _{0}^{k}g\in \operatorname {Jet} (n,k)}
특히, 1차 틀은 단순히 전단사 실수 선형 변환 {\displaystyle f\colon \mathbb {R} ^{n}\to V}에 불과하다.:121, §4.3

### 틀다발
위상 공간 {\displaystyle X} 위의 {\displaystyle n}차원 벡터 다발 {\displaystyle \pi \colon E\twoheadrightarrow X}이 주어졌다고 하자. 그렇다면, 각 {\displaystyle x\in X}에 대하여 올 {\displaystyle E_{x}}는 실수 벡터 공간을 이룬다. 이제, 다음과 같은 집합을 생각하자.
{\displaystyle \mathrm {F} ^{n}E=\bigsqcup _{x\in X}\operatorname {Frame} _{k}(E_{x})}
이 위에는 제트 군 {\displaystyle \operatorname {Jet} (n,k)=\operatorname {Frame} _{k}(\mathbb {R} ^{n})}의 오른쪽 작용이 다음과 같이 자연스럽게 존재한다.
{\displaystyle \mathrm {j} _{0}^{k}f\cdot \mathrm {j} _{0}^{k}g=\mathrm {j} _{0}^{k}(f\circ g)\qquad \forall x\in X,\;f\in \operatorname {Frame} _{k}(E_{x}),\;g\in \operatorname {Jet} (n,k)}
이 위에는 다음과 같이 자연스럽게 위상을 줄 수 있다. 구체적으로, {\displaystyle E}의 국소 자명화 {\displaystyle (U_{i},\phi _{i})}는 부분 집합 {\displaystyle U_{i}\subseteq X} 및 위상 동형
{\displaystyle \phi _{i}\colon \pi ^{-1}(U_{i})\to U_{i}\times \mathbb {R} ^{k}}
으로 구성된다. 이에 따라, 전단사 함수
{\displaystyle \bigsqcup _{x\in U_{i}}\operatorname {Frame} _{k}(E_{x})\to U_{i}\times \operatorname {Jet} (n,k)}
를 정의할 수 있으며, 이를 통해 {\displaystyle \textstyle \bigsqcup _{x\in U_{i}}\operatorname {Frame} _{k}(E_{x})}에 위상을 부여할 수 있다. 이러한 위상들은 서로 호환되며, 이들을 짜깁기하여 {\displaystyle \mathrm {F} ^{n}E} 전체에 위상을 줄 수 있다.
그렇다면, 자연스러운 사영 함수
{\displaystyle \mathrm {F} ^{n}E\twoheadrightarrow X}
{\displaystyle (\phi \in \in \operatorname {Frame} _{k}(E_{x}))\mapsto x}
는 {\displaystyle X} 위의, 올 {\displaystyle \operatorname {Jet} (n,k)}의 올다발을 이룬다. 또한, {\displaystyle \operatorname {Jet} (n,k)}의 오른쪽 작용을 통하여 이는 {\displaystyle \operatorname {Jet} (n,k)}-주다발을 이룬다. 이를 {\displaystyle E}의 {\displaystyle k}차 틀다발({\displaystyle k}次-, 영어: {\displaystyle k}th-order frame bundle)이라고 한다.:122, §12.12:Definition 3.2
흔히, 만약 {\displaystyle k}가 생략되었다면 1차 틀다발 {\displaystyle \mathrm {F} E=\mathrm {F} ^{1}E}를 뜻한다.

## 군 구조를 갖춘 다양체 위의 틀다발

### 직교 틀다발
다양체 {\displaystyle M} 위의 {\displaystyle k}차원 벡터 다발 {\displaystyle \pi \colon E\twoheadrightarrow X}이 주어졌다고 하고, 또 그 위에 부호수 {\displaystyle (p,q)} ({\displaystyle p+q=k})의 내적 {\displaystyle g}가 주어졌다고 하자. 즉, 어떤 단면
{\displaystyle g\in \Gamma (\operatorname {Sym} ^{2}E^{*})}
가 주어졌으며, 임의의 {\displaystyle x\in M}에 대하여 {\displaystyle g_{x}}는 {\displaystyle E_{x}} 위의, 부호수 {\displaystyle (p,q)}의 비퇴화 이차 형식을 이룬다고 하자.
이제, 다음과 같은 집합을 생각하자.
{\displaystyle \mathrm {F} _{\operatorname {o} }E=\bigsqcup _{x\in X}\operatorname {Hilb} (\mathbb {R} ^{(p,q)};E_{x},g_{x})}
여기서,
- {\displaystyle \mathbb {R} ^{p,q}}는 부호수 {\displaystyle (p,q)}의 민코프스키 공간이다. 즉, 실수 벡터 공간 {\displaystyle \mathbb {R} ^{k}} 위에 이차 형식 {\displaystyle x_{1}^{2}+x_{2}^{2}+\cdots +x_{p}^{2}-x_{p+1}^{2}-\cdots -x_{k}^{2}}을 부여한 것이다.
- {\displaystyle \operatorname {Hilb} (-;-)}는 유니터리 변환(즉, 이차 형식을 보존하는 선형 변환)들의 집합이다.

이 경우, 위와 마찬가지로 자연스럽게 직교군 {\displaystyle \operatorname {O} (p,q;\mathbb {R} )}의 오른쪽 작용이 존재하며, 또한 자연스럽게 위상을 부여하여 {\displaystyle \operatorname {O} (p,q;\mathbb {R} )}-주다발로 만들 수 있다. 이를 직교 틀다발(直交-, 영어: orthogonal frame bundle)이라고 한다.:94, §10.11
위와 비슷하게, 적절한 가향성 가정 아래, {\displaystyle \operatorname {O} (p,q)} 대신 특수 직교군 {\displaystyle \operatorname {SO} (p,q)}를 사용하여, {\displaystyle \operatorname {SO} (p,q)}-주다발인 특수 직교 틀다발(特殊直交-, 영어: special orthogonal frame bundle) {\displaystyle \mathrm {F} _{\operatorname {SO} }E}을 정의할 수 있다.

### 복소수 틀다발
위와 마찬가지로, 복소구조가 주어진 {\displaystyle 2n}차원 벡터 다발 {\displaystyle E}의 경우, 복소수 틀다발(영어: complex frame bundle) {\displaystyle \mathrm {F} _{\mathbb {C} }E}을 정의할 수 있다. 이는 올이 복소수 일반 선형군 {\displaystyle \operatorname {GL} (n;\mathbb {C} )}인 주다발이다.
또한, 추가로 에르미트 구조가 주어졌다면, 마찬가지로 유니터리 틀다발(영어: unitary frame bundle) {\displaystyle \mathrm {F} _{\operatorname {U} }E}을 정의할 수 있으며, 그 올은 {\displaystyle \operatorname {U} (n)}이다.

## 성질

### 포함 관계
부호수 {\displaystyle (p,q)}의 내적이 주어진 벡터 다발 {\displaystyle E}를 생각하자. 군의 포함 관계 {\displaystyle \operatorname {O} (p,q;\mathbb {R} )\subseteq \operatorname {GL} (p+q;\mathbb {R} )}에 따라, 자연스러운 포함 관계 {\displaystyle \mathrm {F} _{\operatorname {O} }E\subseteq \mathrm {F} E}가 존재한다.

### 연관 다발과의 관계
{\displaystyle k}차원 다양체 {\displaystyle M}의 접다발 {\displaystyle \mathrm {T} M}의 틀다발 {\displaystyle \mathrm {FT} M}을 생각하자. 이 주다발의, {\displaystyle \operatorname {GL} (k;\mathbb {R} )}의 벡터 표현을 사용한 연관 벡터 다발은 접다발 {\displaystyle \mathrm {T} M}이다. 즉, 틀다발과 연관 다발은 서로 일종의 역을 이룬다.
마찬가지로, {\displaystyle (p,q)}차원 일반화 리만 다양체 {\displaystyle (M,g)}의 직교 틀다발 {\displaystyle \mathrm {F} _{\operatorname {O} }\mathrm {T} M}을 생각하자. 이 주다발의, {\displaystyle \operatorname {O} (p,q;\mathbb {R} )}의 벡터 표현을 사용한 연관 벡터 다발은 접다발 {\displaystyle \mathrm {T} M}이다.

### 함자성
국소 미분 동형 사상 {\displaystyle \phi \colon M\to N}이 주어졌을 때, 다음과 같은 자연스러운 매끄러운 주다발 사상이 존재한다.
{\displaystyle \mathrm {F} ^{k}\phi \colon \mathrm {F} ^{k}M\to \mathrm {F} ^{k}N}
{\displaystyle \mathrm {F} ^{k}\phi \colon (x,\mathrm {j} _{0}^{k}f)\to \left(\phi (x),\mathrm {j} _{0}^{k}(\mathrm {T} _{x}\phi \circ f)\right)\qquad (x\in M,\;f\colon \mathbb {R} ^{\dim M}\to \mathrm {T} _{x}M)}
이에 따라, {\displaystyle \mathrm {F} ^{k}}는 {\displaystyle n}차원 매끄러운 다양체와 국소 미분 동형 사상들의 범주에서, {\displaystyle \operatorname {Jet} (n,k)}-매끄러운 주다발을 갖춘 {\displaystyle n}차원 매끄러운 다양체와 매끄러운 주다발 사상들의 범주로 가는 함자를 이룬다.:Defintion 3.8

### 접속
일반화 리만 다양체 {\displaystyle (M,g)}의 직교 틀다발 {\displaystyle \mathrm {F} _{\operatorname {O} }\mathrm {T} M}의 주접속 {\displaystyle \omega }가 주어졌다고 하자.
그렇다면, 군 표현 {\displaystyle \operatorname {O} (p,q;\mathbb {R} )\to \mathrm {T} _{x}M\otimes \mathrm {T} _{x}^{*}M}으로부터 다음과 같은 선형 사상을 정의할 수 있다.
{\displaystyle \kappa \colon {\mathfrak {o}}(p,q;\mathbb {R} )\otimes {\mathcal {C}}^{\infty }(M;\mathbb {R} )\to \Gamma (\mathrm {T} M\otimes \mathrm {T} ^{*}M)}
이에 따라, 틀다발의 주접속 {\displaystyle \omega }로부터 접다발의 코쥘 접속 {\displaystyle \nabla \colon \Gamma (\mathrm {T} M)\to \Gamma (\mathrm {T} M\otimes \mathrm {T} ^{*}M)}을 다음과 같이 정의할 수 있다.
{\displaystyle \kappa (\omega (X))=\nabla X}
이와 같이 정의한 접다발의 코쥘 접속의 리만 곡률은 틀다발의 주접속의 곡률과 같은 정보를 담고 있다 (이 둘 사이는 {\displaystyle \kappa } 등으로 바꿀 수 있다).
반대로, 일반화 리만 다양체의 접다발에는 이미 또하나의 코쥘 접속 (레비치비타 접속)이 정의되어 있다. 따라서 레비치비타 접속으로부터 그 틀다발에 주접속을 정의할 수 있는데, 이를 스핀 접속이라고 한다.